# Krále Jiřího (Karlovy Vary)
Krále Jiřího je ulice v Karlových Varech. Vede z centra města od křižovatky ulic Dr. Davida Bechera a Moskevská nejprve jihovýchodním směrem, po cca 500 m se stáčí jižně a pokračuje k rybníčku Malé Versailles, kde na křižovatce s ulicí Petra Velikého končí. Číslována je směrem od rybníčku do centra města.

## Historie
Ulice nesla původně název Eduard Knoll-Strasse; pojmenována byla po významném starostovi města Eduardu Knollovi. Její převážná část patří do luxusní vilové čtvrti Westend.
Výstavba zde probíhala v posledním desetiletí 19. a na počátku 20. století. Mezi prvními stavbami byla v roce 1895 dokončena vila Schäffler (dnes Chopin) městského rady a starosty města Ludwiga Schäfflera. Ve stejném roce byl zprovozněn dům Bílý kříž postavený pro Gesellschaft von Weisser Kreuz, rakouskou vídeňskou Společnost Bílého kříže. O rok později 1896 byla dostavěna vila Rosenfeld (dnes Eliška) stavebníka Leopolda Rosenfelda. V následujícím roce 1897 byla otevřena vila lékaře Adolfa Rittera sanatorium Ritter a též byl dostavěn kostel sv. Petra a Pavla. O dva roky později 1899 došlo k zprovoznění evangelického hospice, dnešní vily Trocnov. V prvním roce nového století byly dokončeny dvě stavby, vila doktora Wenzela Strunze nazvaná jeho jménem vila Strunz (dnes Smetana) a vila karlovarského stavitele Josefa Walderta s pracovním názvem Waldert, později Hohenburg (dnes Vyšehrad). V prvním desetiletí pak byly dostavěny v roce 1903 vila Watzka, dnes Liberty, v roce 1905 vila Praziosa, dnes Preciosa (dům č.13) a roku 1909 vila Bayer a vila Fink, obě podle projektu karlovarského architekta a stavitele Alfreda Bayera.
V následných letech byly v této ulici dokončeny další stavby – vila Schwarzer architekta Adolfa Schwarzera v roce 1913 a dále v roce 1914 vila karlovarského podnikatele Gustava Bechera vila Becher, dnes Becherova vila. Roku 1925 byly dostavěny hned tři vily – pro ředitele Hermanna Roubitschka a jeho rodinu vila Direktor Roubitschek, později Titania, pro sokolovského ředitele Dirka Koelemana vila Frisia a pro doktora Ludwiga Knöspla vila Senta. O rok později 1926 pak došlo k dostavbě vily Dieterle.
Výstavba dalších vil či domů následovala. Po druhé světové válce byly vily znárodněny a ulice přejmenována na Gottwaldova. Své současné jméno Krále Jiřího dostala po sametové revoluci, tedy v období po roce 1989.

## Popis

### Základní údaje
Ulice 820 m dlouhá o šířce 12 m zaujímá plochu 65 638 m2. Nadmořská výška v rozmezí 390–422 m vykazuje výškový profil +32/-12 m. Kód ulice je 184845.

### Nejbližší ulice
Na jižní straně se napojuje na ulice Křižíkovu a Petra Velikého, na jejím vrcholu k ní přichází Poděbradská a pár metrů před křižovatkou s ulicemi Dr. Davida Bechera a Moskevskou pak ulice Svahová.
Mezi parkem Anny Politkovské a domem č. 1285/22 vede cesta pro pěší navazující na Poštovní schody. Ty pak procházejí za budovou hlavní pošty do Zahradní ulice v samém centru města.

### Adresní místa

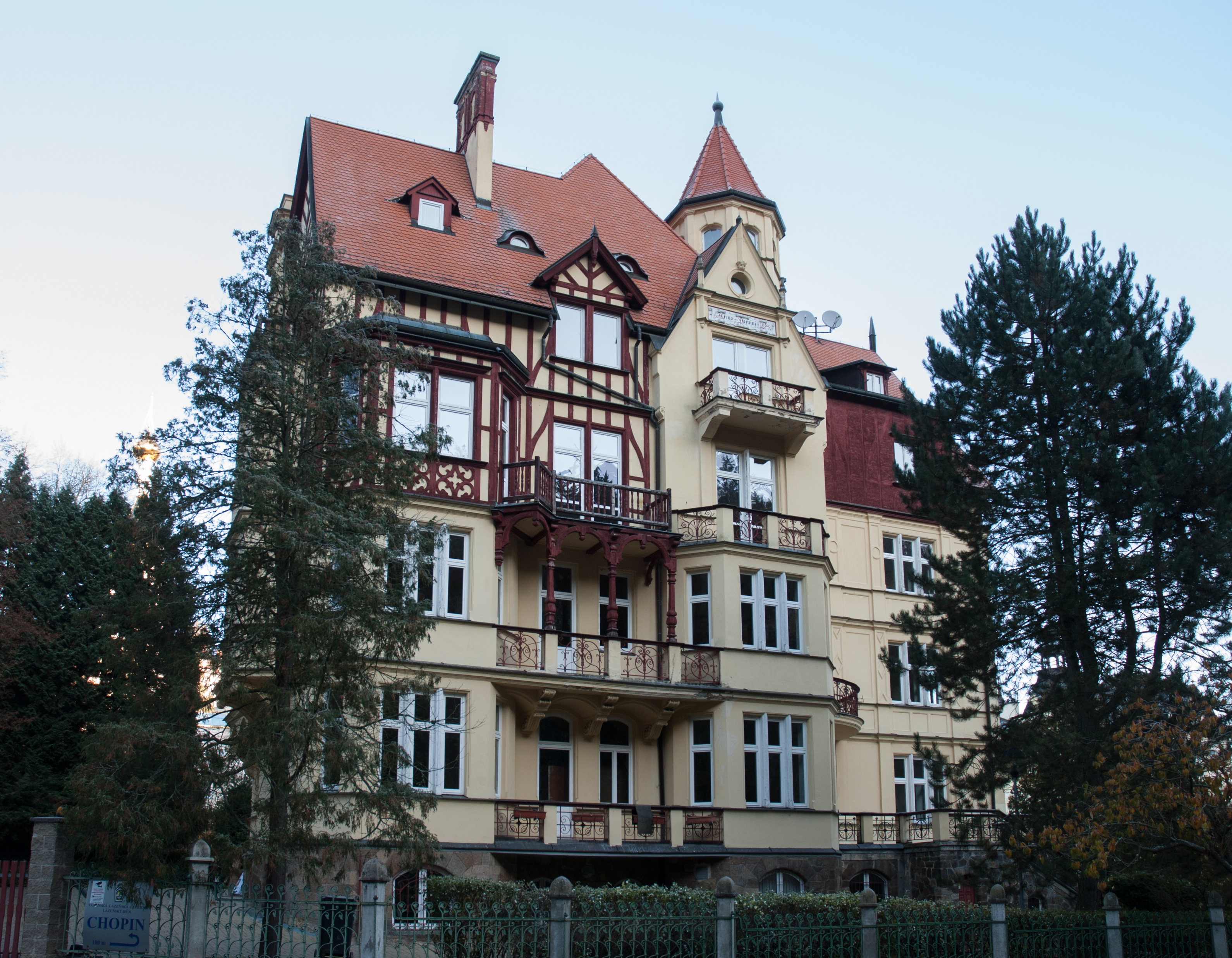
Vila Chopin

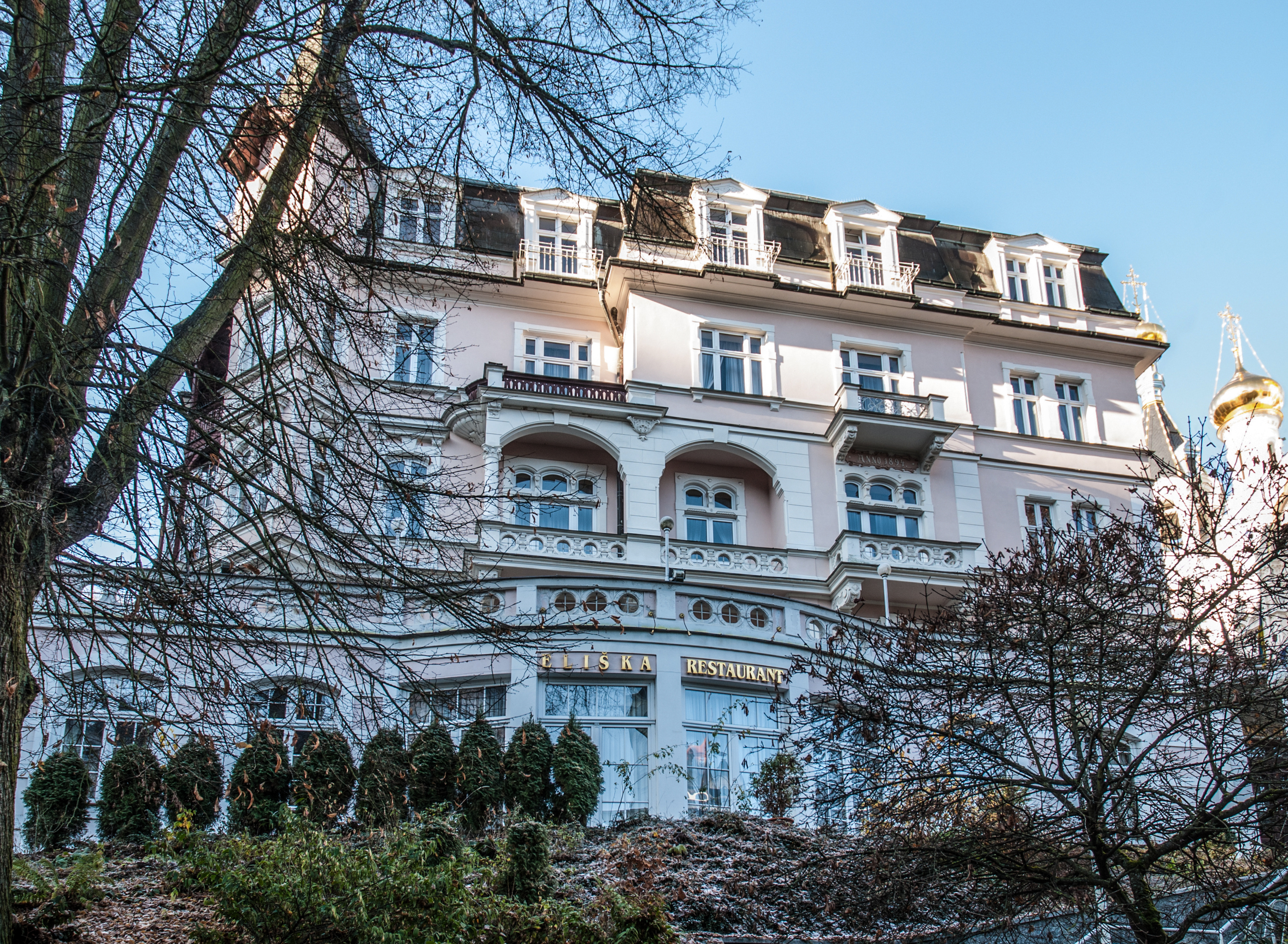
Vila Eliška

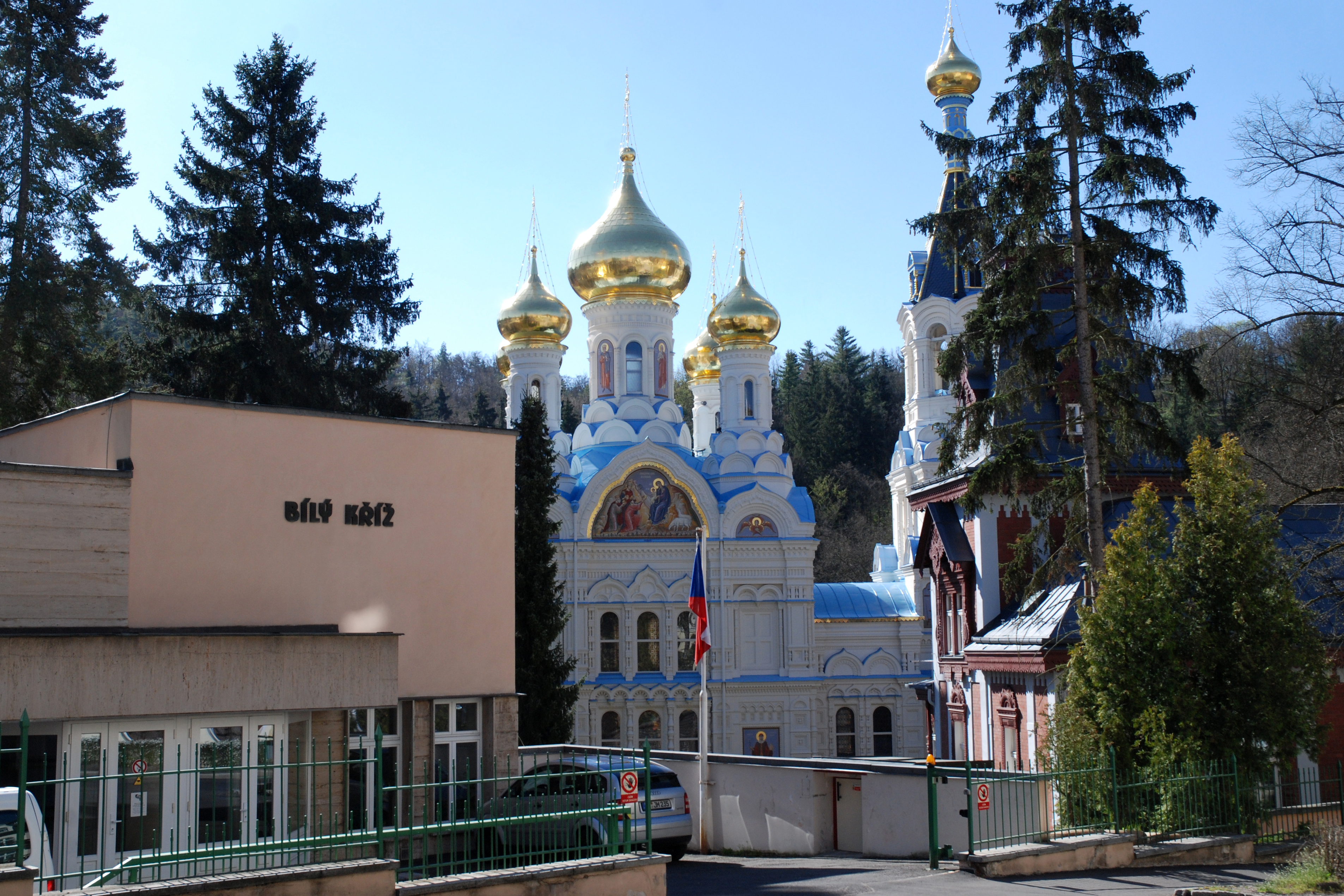
Dům Bílý kříž, vpravo kostel sv. Petra a Pavla

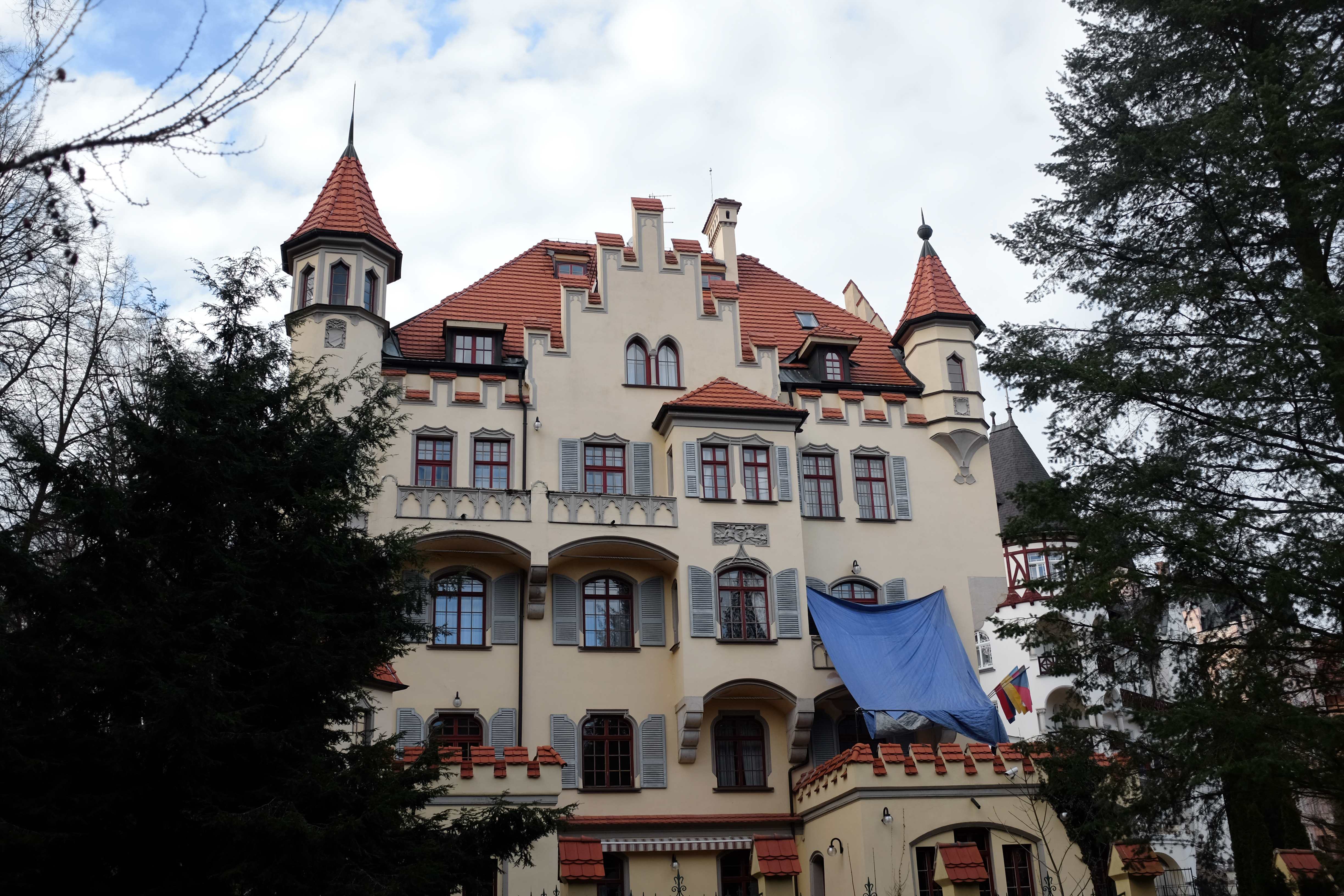
Vila Ritter

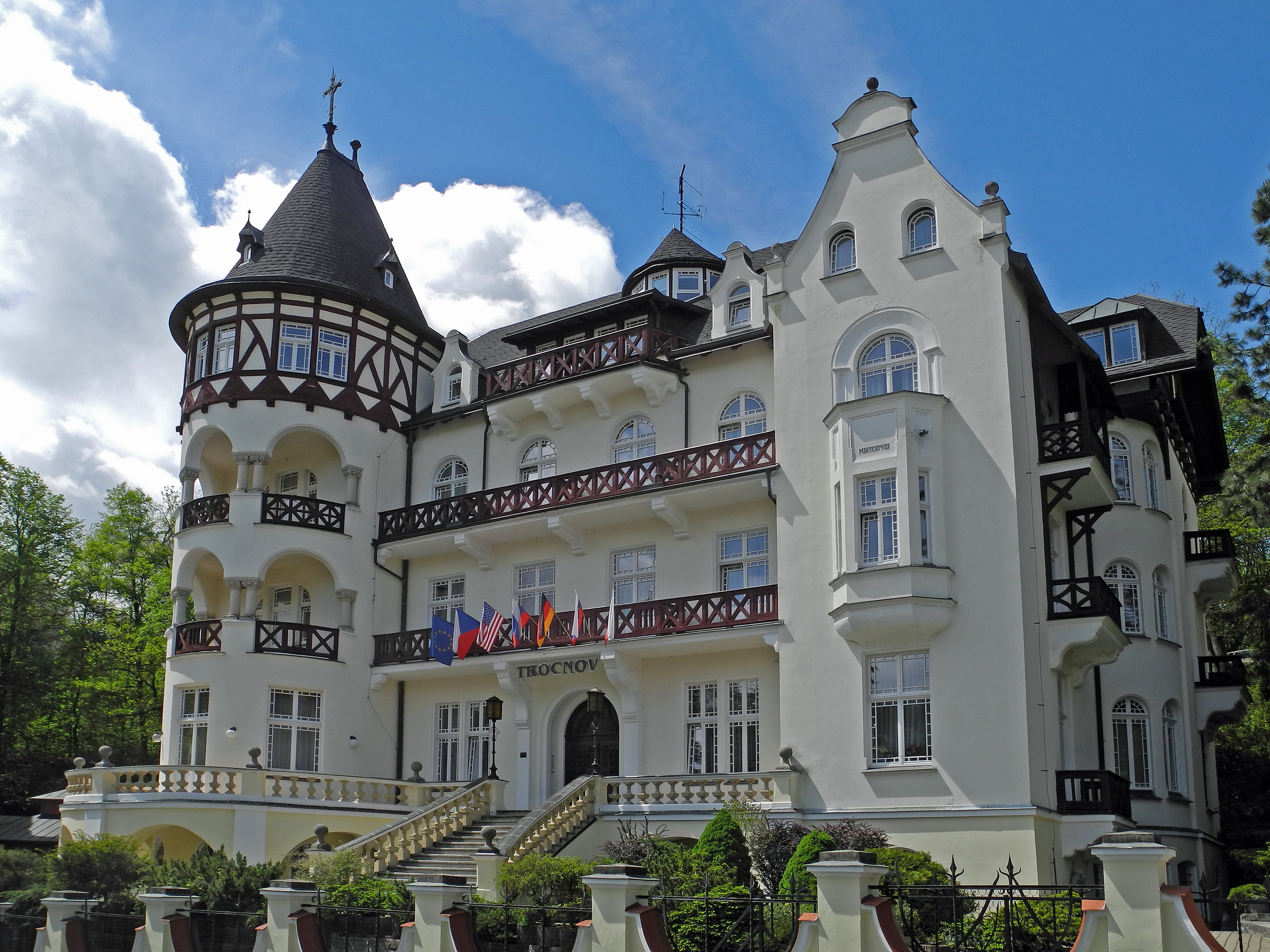
Vila Trocnov

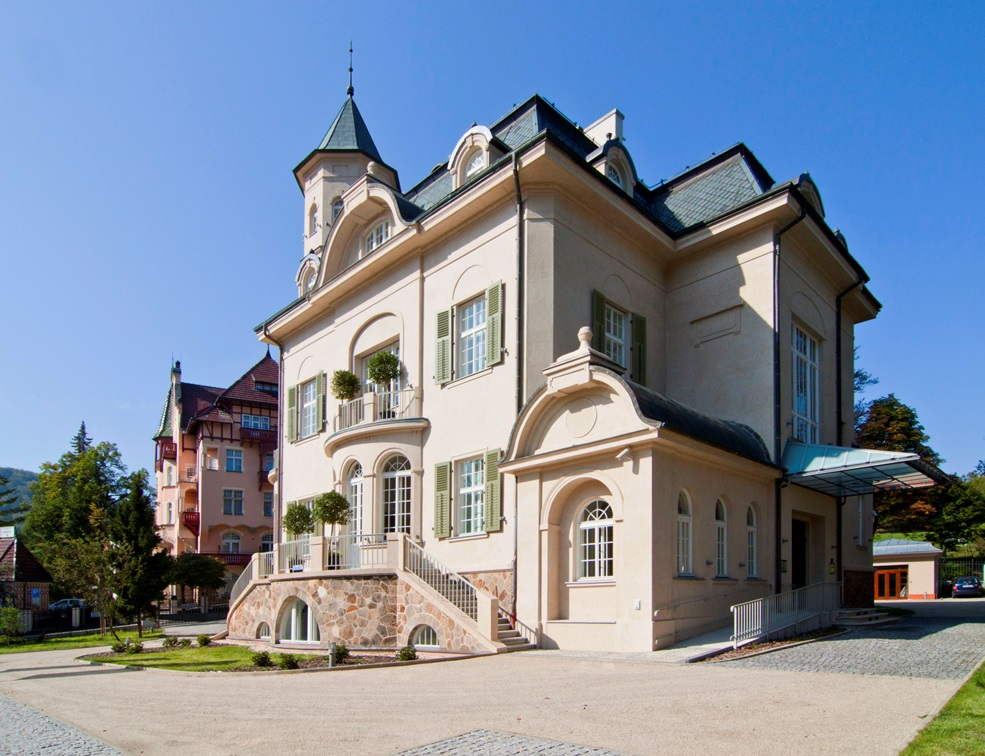
Becherova vila

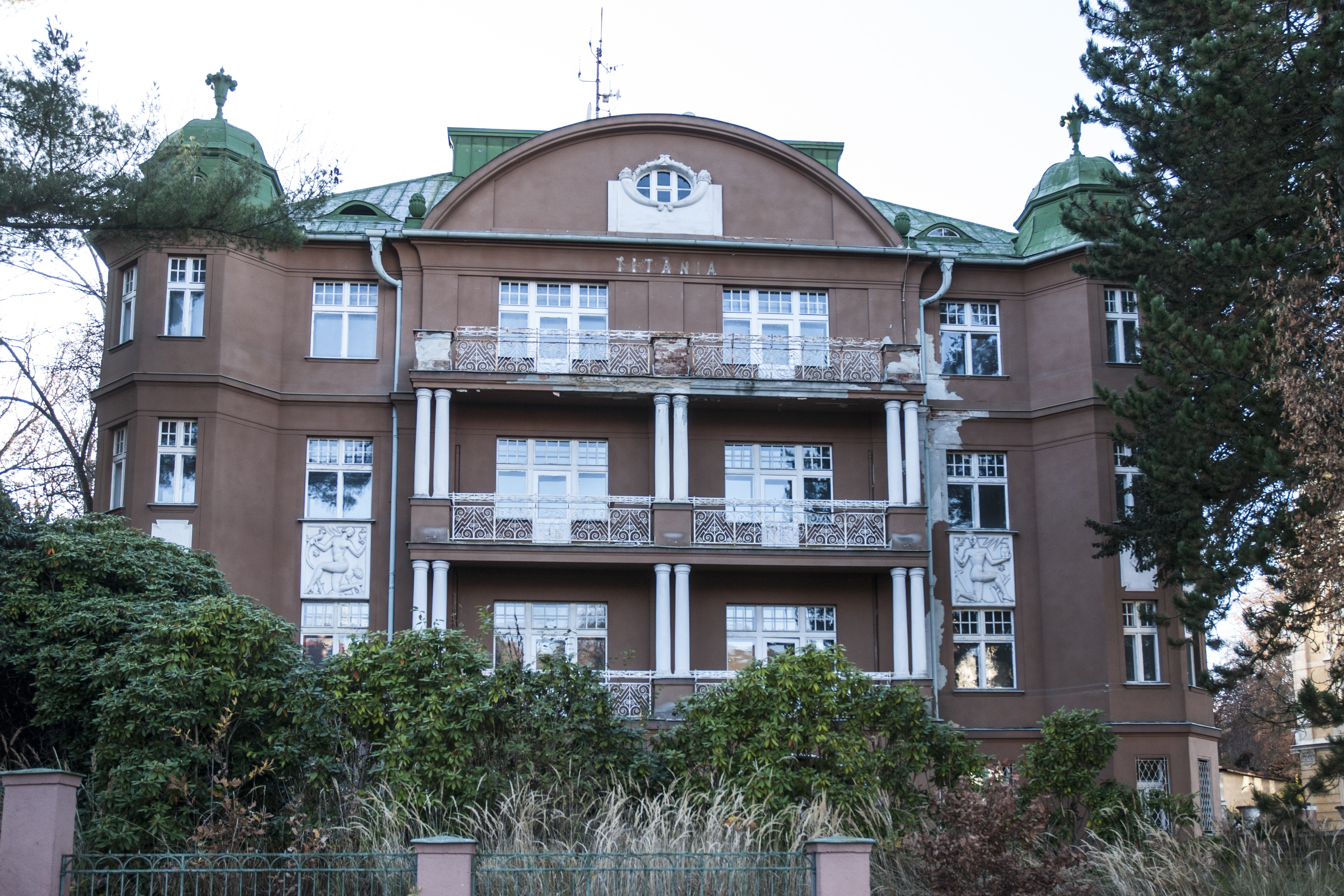
Vila Titania

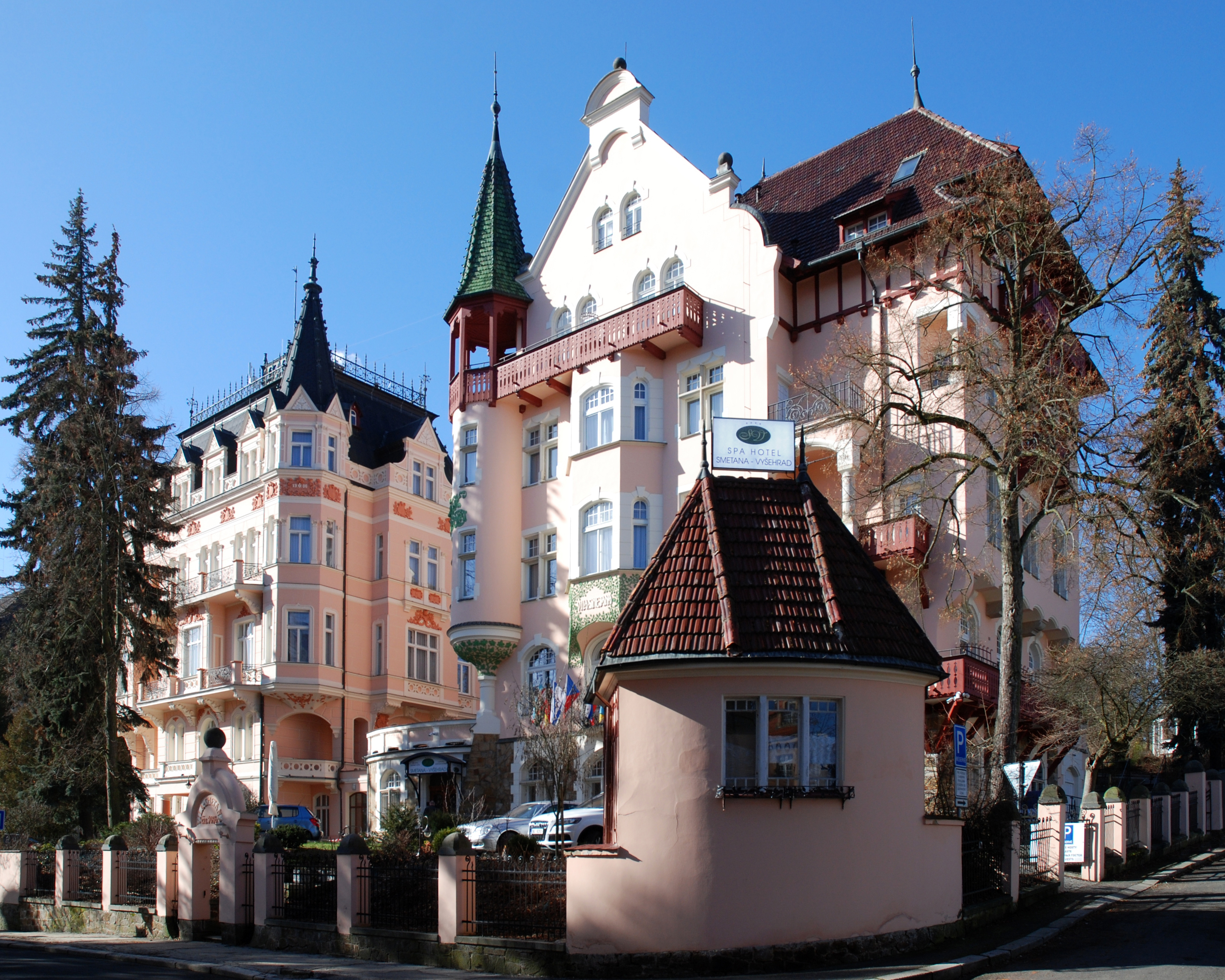
Vila Smetana, vlevo vila Vyšehrad

Následně jsou zapsána adresní místa. V případě, je-li informace doložena, obsahují krátký popis. U objektů, kde není odkaz na samostatný článek, je dopsán současný způsob využití dle zápisu v katastru nemovitostí ČÚZK (k 19. 1. 2021).
Strana sudých orientačních čísel:
- Krále Jiřího 2, č. p. 1000 – vila Chopin – původním jménem villa Schäffler, postavena 1895
- Krále Jiřího 2a, č. p. 972 – vila Eliška, původně vila Rosenfeld, postavena 1896
- Krále Jiřího 2b, č. p. 1039 – kostel sv. Petra a Pavla, postaven 1893–1898
- Krále Jiřího 2c, č. p. 1040 – budova fary ruské pravoslavné církve
- Krále Jiřího 2d, č. p. 1017 – dům péče o válečné veterányů Bílý kříž, původně pro vídeňskou Společnost Bílého kříže, postaven 1895
- Krále Jiřího 2e, č. p. 2015 – dům Čajkovskij
- Krále Jiřího 4, č. p. 1341
- Krále Jiřího 8, č. p. 1183 – bytový dům ve společenství vlastníků
- Krále Jiřího 10, č. p. 1106 – vila Liberty, původní název vila Watzka, postavena 1903, od roku 1995 kulturní památka České republiky
- Krále Jiřího 12, č. p. 1307 – bytový dům ve společenství vlastníků
- Krále Jiřího 14, č. p. 1303 – bytový dům ve společenství vlastníků
- Krále Jiřího 16, č. p. 1181 – vila Fink, postavena 1908–1909
- Krále Jiřího 18, č. p. 1268 – vila Dieterle, bytový dům ve společenství vlastníků
- Krále Jiřího 20, č. p. 1178 – vila Bayer, postavena 1908–1909
- Krále Jiřího 22, č. p. 1285 – vila je známa též jako Obřadní síň; bytový dům ve společenství vlastníků
- parcela, parcelní č. 2069 – park Anny Politkovské, připomíná ruskou novinářku Annu Stěpanovnu Politkovskou
- Krále Jiřího 30, č. p. 1266 – bytový dům ve společenství vlastníků
- Krále Jiřího 32, č. p. 1297 – objekt k bydlení ve společenství vlastníků
- Krále Jiřího 34, č. p. 2007 – objekt k bydlení ve společenství vlastníků
- Krále Jiřího 36, č. p. 2008
- Krále Jiřího 38, č. p. 1018 – objekt k bydlení
- Krále Jiřího 42, č. p. 593 – objekt k bydlení ve společenství vlastníků

Strana lichých orientačních čísel:
- Krále Jiřího 1, č. p. 991 – vila Ritter, původní jméno jako současné, předchozí vila Brno, postavena 1896–1897, od roku 1992 kulturní památka České republiky
- Krále Jiřího 3, č. p. 1053 – vila Trocnov, původně evangelický hospic, postaven 1899, od roku 1995 kulturní památka České republiky
- Krále Jiřího 5, č. p. 1087 – vila Vyšehrad, původním (pracovním) jménem vila Waldert, poté vila Hohenburg, postavena 1901, od roku 1992 kulturní památka České republiky
- Krále Jiřího 7, č. p. 1096 – vila Smetana, původním jménem vila Strunz, postavena 1900, od roku 1995 kulturní památka České republiky
- Krále Jiřího 9, č. p. 1196 – Becherova vila, původní název vila Becher, postavena 1914, od roku 1995 kulturní památka České republiky
- Krále Jiřího 11, č. p. 1264 – vila Titania, původní název vila Direktor Roubitschek, postavena 1925
- Krále Jiřího 13, č. p. 1137 – vila Preciosa, původní název villa Praziosa, postavena r.1905 stavitel Josef Waldert objekt k bydlení ve společenství vlastníků, od roku 2024 kulturní památka České republiky
- Krále Jiřího 15, č. p. 1346 – objekt k bydlení ve společenství vlastníků
- Krále Jiřího 17, č. p. 1314 – bytový dům ve společenství vlastníků
- Krále Jiřího 19, č. p. 1703 – objekt k bydlení bytového družstva Krále Jiřího
- Krále Jiřího 21, č. p. 1206 – vila Pader, objekt k bydlení ve společenství vlastníků
- Krále Jiřího 23, č. p. 1224 – vila Schwarzer, postavena 1912–1913
- Krále Jiřího 25, č. p. 1204 – bytový dům ve společenství vlastníků
- Krále Jiřího 27, č. p. 1261 – objekt k bydlení
- Krále Jiřího 29, č. p. 1263 – vila Senta, postavena 1925
- Krále Jiřího 31, č. p. 1151 – objekt k bydlení ve společenství vlastníků
- Krále Jiřího 33, č. p. 1143 – bytový dům ve společenství vlastníků
- Krále Jiřího 35, č. p. 977 – bytový dům ve společenství vlastníků
- Krále Jiřího 37, č. p. 976 – objekt k bydlení
- Krále Jiřího 39, č. p. 909 – objekt k bydlení

## Městská doprava
Ulicí Krále Jiřího projíždí autobus č. 4 městské hromadné dopravy, který spojuje centrum města s Křižíkovou ulicí. Má zde čtyři zastávky:
Svahová,
Obřadní síň,
Krále Jiřího a 
U Jezírka.

## Okolí
Severní konec ulice spojuje část Westend s obchodním centrem města.
Její jižní konec navazující na ulici Petra Velikého a dále Zámecký vrch pak spojuje místo s lázeňskou částí města. Tato část ulice se dotýká okraje karlovarských lázeňských lesů a je vhodným východiskem pro lesní toulky i po ostatních místních zajímavostech.